# Кванмёнсон-2

Запуск РН «Ынха-2» с ИСЗ «Кванмёнсон-2»

Почтовая марка КНДР по случаю запуска РН «Ынха-2» с ИСЗ «Кванмёнсон-2»

Кванмёнсон-2 (кор. 광명성 2호?, 光明星二號? — «Яркая звезда-2») — второй из серии искусственных спутников Земли КНДР, запуск 5 апреля 2009 года окончился неудачей по данным международных наблюдателей, хотя КНДР настаивает на успешном выводе на орбиту. Запуск осуществлён ракетой-носителем «Ынха-2» («Млечный путь-2»).
24 февраля 2009 года власти КНДР официально объявили о подготовке к орбитальному запуску экспериментального спутника связи Кванмёнсон-2. 11 марта КНДР уведомила Международную морскую организацию, которая занимается обеспечением навигации гражданских судов, и Международную организацию гражданской авиации о предстоящем запуске спутника связи между 4 и 8 апреля между 11 и 16 часов по пхеньянскому времени и указала районы падения первой и второй ступеней:
- для первой ступени — район в акватории Японского моря размерами 20×250 км в 650 км от космодрома;
- для второй ступени — район в акватории Тихого Океана размерами 160×800 км в 3570 км от космодрома.

5 апреля 2009 года в 11:30:15 по местному времени (02:30:15 UTC; по сообщениям корейской стороны в 11:20 по местному времени, представителя ПВО ВВС РФ 6:32 мск) запуск был осуществлен с космодрома Мусудан-ни. В официальном сообщении сообщается, что через 9 мин. 02 сек. после старта РН спутник был выведен на эллиптическую орбиту с наклонением 40,6 градусов, перигеем 490 км и апогеем 1426 км. Заявленный период обращения составляет 104 минуты 12 секунд.
Спутник оборудован измерительной аппаратурой, отсылающей информацию на Землю на частоте 470 МГц, ретрансляция осуществляется в СВЧ-диапазоне. По официальным сообщениям КНДР, спутник передаёт на Землю две песни революционного и патриотического содержания.
По данным новостных агентств США, запуск спутника «Кванмёнсон-2» окончился провалом. Официальный представитель МИД РФ прокомментировал запуск спутника, призвав проявлять сдержанность. Итоговые результаты запуска уточняются. 6 апреля «Российская газета» опубликовала заявление представителя Минобороны РФ: Российские средства контроля космического пространства не зафиксировали на орбите северокорейский спутник, который, как утверждает КНДР, был успешно запущен в воскресенье. «Таким образом, с большой долей вероятности можно утверждать, что спутника там просто нет».

## Международная реакция
- Министр иностранных дел и торговли Республики Кореи Ю Мен Хван заявил, что «Запуск Северной Кореей является провокационным актом, который явно нарушает резолюцию 1718 Совета Безопасности ООН, что, независимо от заявлении Северной Кореи угрожает миру и стабильности на Корейском полуострове и Северо-Восточной Азии».[8]
- Премьер-министр Таро Асо заявил, что «тот факт, что Северная Корея всё-таки запустила, несмотря на неоднократные предупреждения со всего мира, особенно Соединенных Штатов Америки, Южной Кореи и Японии, является чрезвычайно провокационным актом, и что Япония не может не возражать против этого. Таким образом, сотрудничая с международным сообществом, мы хотим ответить (с учетом того, что) это, несомненно, является нарушением резолюции ООН».[8]
- Представитель МИДа КНР Цзян Юй заявил: «Мы надеемся что стороны сохранят спокойствие и проявят сдержанность, надлежащим образом решат эту проблему и будут совместно поддерживать мир и стабильность в этом регионе. Китайская сторона готова и впредь играть конструктивную роль».[8]
- МИД России заявил: «КНДР заранее сообщила российской стороне о предстоящем запуске. Призываем все заинтересованные государства проявлять в сложившейся ситуации сдержанность в своих оценках и действиях, исходить из объективных данных о характере состоявшегося в КНДР запуска.»[6] «Мы, конечно же, озабочены недавним ракетным пуском, считаем, что он не способствует нормализации обстановки.<…>Именно с этих позиций мы сейчас работаем со всеми заинтересованными сторонами, в том числе и в Совете безопасности ООН. Считаем, что какие-либо угрозы санкций были бы контрпродуктивными».[9]
- Президент США Барак Обама заявил, что «Северная Корея в области развития и распространения технологий баллистических ракет представляют собой угрозу для региона Северо-Восточной Азии и для международного мира и безопасности. В этом провокационном акте Северная Корея проигнорировала международные обязательства, отклонила недвусмысленные призывы к сдержанности, а также изолирует себя от международного сообщества».[8]

### Международные организации
- ЕС призывает КНДР приостановить свою ядерную деятельность, связанную с ракетной программой и всеми другими видами ядерного оружия полным, проверяемым и необратимым образом.[8]
- НАТО — генеральный секретарь Яап де Хооп Схеффер осудил запуск, назвав его «крайне провокационным и в нарушение резолюции 1718 Совета Безопасности ООН запрета Северной Кореи от разработки баллистических ракет возможности или запуска баллистических ракет». Кореи в регионе и за его пределами, осложнить шестидневные переговоры, и призвал КНДР прекратить такие провокационные действия.[10]
- ООН — Генеральный секретарь Пан Ги Мун заявил, что «Учитывая нестабильность в этом регионе … такой запуск не способствует усилиям, направленным на поощрение диалога, мира и стабильности в регионе. Генеральный секретарь настоятельно призывает (КНДР) выполнять соответствующие резолюции Совета Безопасности ООН».[8]

### Другие страны
- Премьер-министр Австралии Кевин Рудд назвал северокорейский запуск «провокационным» и «безрассудным». Мы настоятельно призываем Совет незамедлительно рассмотреть вопрос о дальнейших действиях, сказал он в заявлении.[11]
- Министр иностранных дел Канады Лоуренс Кэннон заявил, что «Канада очень обеспокоена решением о запуске ракеты Северной Кореи. Это жестокое действие подрывает доверие к Северной Корее о приверженности миру и безопасности. Канада призывает Северную Корею полностью соблюдать требования резолюции 1718 Совета Безопасности и приостановить всю деятельность, связанную с программой баллистических ракет».[12]
- Президент Франции Николя Саркози заявил, что КНДР ставит себя вне международного права, призывая к принятию дальнейших санкций со стороны международного сообщества, чтобы «наказать режим».[8]
- Представитель от Министерства иностранных дел Индии охарактеризовал это как начало «эффекта дестабилизации» в неспокойном регионе и надеется, что ответ будет. «Любое решение должно приниматься в ООН».
- Индонезия — Министерство иностранных дел выразило обеспокоеность по поводу запуска, добавив, что это увеличивает риск напряженности, хотя всё ещё должно быть проверено, спутник ли это или ракета. «Наша главная обеспокоенность — запуск Северной Кореей пошел против ядерного разоружения духа в Восточной Азии». Он также заявил, что подозрения будут продолжать до тех пор, пока соответствующие стороны не встретятся и не проведут переговоры.[13]
- Официальный представитель Министерства иностранных дел Ирана выступил в защиту права КНДР на запуск собственного спутника, заявив, что каждая нация имеет право на мирное использование космической техники. Представитель также отрицал какое-либо сотрудничество с КНДР.[14]
- Министерство иностранных дел Италии заявило, что «Эти ракетные запуски могут усложнить. Кроме того, надо найти решение по северокорейской ядерной программе и препятствовать нестабильности в регионе».[15]
- Министр иностранных дел и торговли Новой Зеландии Мюррей Маккали сказал, что испытание было «неосторожным шагом», который не способствовал миру и стабильности в регионе. Также Маккали заявил, что он является «шагом назад» для КНДР, и настоятельно призвал сосредоточиться на выполнении договоренностей, достигнутых в ходе шестисторонних переговоров.[16]
- Сингапур — Министерство иностранных дел Сингапура заявило, что «глубоко обеспокоено» запуском, и настоятельно призвало все стороны проявлять сдержанность и снизить напряженность путём диалога.[17][18]
- Швейцария — МИД Швейцарии осудил этот инцидент, заявив, что он нарушает резолюцию Совета Безопасности ООН 1718, а также привал все стороны воздерживаться от любых действий, которые могли бы усугубить ситуацию, и диалогу и умеренности будет уделять первоочередное внимание.[19]
- Министерство иностранных дел Турции выразило озабоченность по поводу недавних действий. «Мы поддерживаем усилия, в частности со стороны Совета Безопасности ООН, чтобы международное сообщество принять совместную позицию по этому вопросу. Мы хотим, чтобы соответствующие стороны избежали шаги, которые не способствуют продолжающиеся усилия доброй воли для поддержания регионального мира и стабильности».[20]
- Министр иностранных дел Великобритании Дэвид Милибэнд решительно осудил запуск ракеты КНДР и настоятельно призвал её «немедленно прекратить всю дальнейшую ракетную деятельность».[21]
- Президент Венесуэлы Уго Чавес заявил в интервью в Токио, что из-за «нехватки информации и противоречивой информации … Я предпочел бы быть более осторожным, как российское правительство сказало».[22]
- Вьетнам уделяет пристальное внимание к запуску спутника КНДР Кванмёнсон-2. «Мы надеемся, что вовлечённые стороны будут реагировать с осторожностью и надлежащим образом решат проблему».[23]